# Razlike biološke i kemijske evolucije
Kemijska evolucija je zaslužna za stvaranje molekula, nakon što je nastao svemir prije otprilike 13,8 milijarda godina, te je zaslužna za pokretanje biološke evolucije. To je proces spontane sinteze složenih organskih molekula iz jednostavnih u složene u davnoj prošlosti zemlje.
Biološka evolucija je nastala prije otprilike 3,8 milijardi godina, te traje do današnjeg dana.
Biološkom evolucijom su nastale vrste te se svaka vrsta nakon određenog vremena može promijeniti biološkom evolucijom.
Znači, kemijska evolucija je prethodila nastanku stanica, a ona je prethodila biološkoj evoluciji.
Biološku evoluciju je objavio 1838. godine engleski prirodoslovac Charles Darwin. 
Obilježja praatmosfere: reducirajuća (bez kisika), visoke temperature, nema ozona, jaka UV zračenja, česti padovi meteora, vulkanske erupcije i munje. 